# Heteròmids
Els heteròmids (Heteromyidae) són una família de rosegadors que inclou les rates cangur (gènere Dipodomys), Microdipodops (ratolins cangurs) i Chaetodipus. La majoria viuen en caus complexos als deserts i praderies de l'oest de Nord-amèrica, tot i que algunes espècies del gènere Heteromys també viuen en boscos i viuen també a Centreamèrica i al nord de Sud-amèrica. S'alimenten principalment de llavors i altres parts de vegetals, que porten al cau dins les galtes.

## Descripció
Són rosegadors de mida petita, sent el més gran l'espècie Dipodomys ingens amb una longitud de cos d'uns 15 centímetres i una cua lleugerament més llarga. En moltes espècies d'aquesta família la cua s'utilitza principalment com a element d'equilibri. Destaquen altres adaptacions com les vèrtebres del coll parcialment fusionades, extremitats davanteres curtes i una bulla timpànica engrandida. Els cranis varien àmpliament en tot el grup, però són prims i no tenen les crestes cranials robustes que es troben en els cranis dels geòmids. Els seus cranis tenen altres peculiaritats. Presenten un forat addicional que penetra al rostre, dents ocultes i el múscul masseter, que mou la mandíbula inferior, es troba molt endavant sobre el musell, un arranjament que també es troba en esquirols, castors, gòfers de bosses i altres grups. La fórmula dental és {\displaystyle {\tfrac {1.0.1.3}{1.0.1.3}}\times 2=20}. A les rates cangur, les dents els continuen creixent tot el temps, desgastant-se a mesura que l'animal mastega. Els molars tenen dues cúspides. Els incisius superiors estan acanalats i l'esmalt sobre els molars es desgasta ràpidament mastegant, fet que deixa la dentina exposada. En les rates cangur les dents no estan arrelades, mentre que en els ratolins de butxaca si tenen arrels.
Les bosses folrades de pell de les galtes són una característica dels membres d'aquesta família. Tenen obertures prop de la boca i s'estenen cap enrere al llarg dels costats del coll. El pèl de l'animal és, en general, curt i fi i sovint el seu color coincideix amb el del sòl de la regió on viu l'animal. El pelatge presenta taques de color marró pàl·lid, vermellós o grisós. Els ratolins de butxaca espinosos tenen un pèl més gruixut i uns pèls punxeguts a la part posterior prop de la cua.

## Distribució
Els heteròmids són endèmics de l'oest dels Estats Units, Mèxic, Centreamèrica i el nord-oest de Sud-amèrica. Són criatures que viuen en terrenys oberts, majoritàriament prades, terres àrides i franges de desert, encara que els ratolins de butxaca espinosos es troben tant en boscos humits com secs a la part central i nord-oest de Sud-amèrica. Durant l'Oligocè, l'extensió de les terres àrides als Estats Units era més gran del que és avui i van tenir una àrea de distribució més àmplia. Es coneixen fòssils de rates de cangur des del Pliocè.

## Comportament
Les rates i ratolins cangur, i els ratolins de butxaca estan adaptats a la vida als deserts i altres entorns àrids, on s'alimenten principalment de llavors seques. Les rates cangur no necessiten beure perquè son capaces d'obtenir suficient aigua del seu aliment, del que obtenen mig gram d'aigua per cada gram de llavors ingerides. Porten al cau la major part de les llavors que troben dins les bosses de les galtes, igual que ho fan els hàmsters. Això és degut al fet que portar el menjar a la boca implicaria humitejar-lo i la humitat s'ha de conservar tant com sigui possible en ambients secs. La majoria de les espècies emmagatzemen les llavors que recullen en cambres especials als caus, on s'absorbeix la humitat de l'aire humit. Uns altres, com Dipodomys merriami, els separen en magatzems poc profunds a l'aire lliure.
S'ha descobert que a l'hivern s'emmagatzemen petites quantitats d'aliment, sent els més freqüents a la tardor i la primavera. Els heteròmids utilitzen indicis visuals i olfactius per localitzar possibles aliments i utilitzen les extremitats davanteres per manipular objectes. Els ratolins cangur fan un ús més gran dels aliments barrejats, on el vent o l'aigua concentren llavors en depressions superficials o al voltant de les roques, mentre que els ratolins de butxaca cerquen sota la vegetació o les runes. S'ha descobert que el farratge dels ratolins de butxaca és més eficient que el de les rates cangur, i això es deu al fet que manipulen més les seves troballes i són més capaços de distingir entre el que és aliment i el que no ho és.
Aquests animals excaven llargs sistemes de caus amb passadissos, càmeres i múltiples entrades. Són molt nocturns, s'alimenten i es mouen de nit i descansen profundament als seus caus durant el dia. Els caus són més frescos i humits que l'exterior. Si cal, poden bloquejar temporalment les entrades per augmentar la frescor i la humitat. Són capaços de concentrar la seva orina a una consistència viscosa, fet que redueix encara més la pèrdua d'aigua. En condicions extremes, alguns són capaços d'estivar a les càmeres sota terra.
Les rates cangur tenen extremitats posteriors grans amb metatarsians llargs i sense primers dígits. No utilitzen gens les extremitats anteriors per desplaçar-se, ja es desplacen fent salts per mitjà de les extremitats posteriors. Els ratolins de butxaca són més petits i també es poden moure amb salts, encara que normalment utilitzen les quatre extremitats. Els membres del gènere Heteromys, els ratolins de butxaca espinosos, es mouen utilitzant les quatre extremitats.

## Ecologia
Les rates cangur i els ratolins de butxaca formen part de la dieta de molts predadors. Són menjats per guineus, coiots, serps i ocells. Tenen una oïda molt aguda que els permet detectar un mussol apropant-se o els moviments d'una serp. Molts dels membres d'aquesta família poden fugir dels predadors fent salts mentre cerquen la seguretat dels seus caus subterranis. La rata cangur més gran pot fer salts de fins a 2,75 metres.
Al desert de Sonora hi ha moltes espècies de rates i ratolins íntimament relacionades. Cadascun té el seu propi nínxol en l'entorn, el que significa que no competeixen innecessàriament per uns recursos que són limitats. Chaetodipus baileyi grimpa per plantes i arbustos per tal de trobar llavors i baies encara adherides a la planta. És l'única espècie que pot menjar la cera que es troba dins de les llavors de la jojoba. La rata cangur de Merriam es mou ràpidament d'un arbust a un altre recollint llavors, encara que sense passar per alt qualsevol cosa que estigui al terra. Chaetodipus penicillatus cerca aliments al llarg del desert, on recull llavors que han caigut al terra.

## Taxonomia
Aquesta família està formada per 63 espècies que es troben repartides en 3 subfamílies i 6 gèneres.
- Subfamília Dipodomyinae
  - Dipodomys - 20 espècies (rates cangur)
  - Microdipodops - 2 espècies (ratolins cangur)
- Subfamília Heteromyinae
  - Heteromys - 15 espècies (ratolins de butxaca espinosos)
- Subfamília Perognathinae (ratolins de butxaca)
  - Chaetodipus - 17 espècies
  - Perognathus - 9 espècies

Hafner et al. (2007) van recopilar les dades moleculars i morfològiques obtingudes fins aleshores i van proposar la següent taxonomia de la família:
|  | Dipodomys     |
|  |               |
|  | Microdipodops |
|  |               |

|               | Heteromys                                                   |
|               |                                                             |
| Perognathinae | \| \| Perognathus \| \| \| \| \| \| Chaetodipus \| \| \| \| |
|               | \| \| Perognathus \| \| \| \| \| \| Chaetodipus \| \| \| \| |
|               | Perognathus                                                 |
|               |                                                             |
|               | Chaetodipus                                                 |
|               |                                                             |

|  | Perognathus |
|  |             |
|  | Chaetodipus |
|  |             |

|  | Dipodomys     |
|  |               |
|  | Microdipodops |
|  |               |

|               | Heteromys                                                   |
|               |                                                             |
| Perognathinae | \| \| Perognathus \| \| \| \| \| \| Chaetodipus \| \| \| \| |
|               | \| \| Perognathus \| \| \| \| \| \| Chaetodipus \| \| \| \| |
|               | Perognathus                                                 |
|               |                                                             |
|               | Chaetodipus                                                 |
|               |                                                             |

|  | Perognathus |
|  |             |
|  | Chaetodipus |
|  |             |